# Габор, Иван Михайлович
Ива́н Миха́йлович Га́бор (укр. Іван Михайлович Габор; 1 января 1945 года, Ольховцы, Закарпатская область — 11 мая 2017 года, Тячев, Закарпатская область) — украинский государственный деятель, депутат Верховной рады Украины I созыва (1990—1994).

## Биография
Родился 1 января 1945 года в селе Ольховцы Тячевского района Закарпатской области Украинской ССР в крестьянской семье.
Окончил Львовский сельскохозяйственный институт по специальности «ученый-агроном», также окончил Высшую партийную школу при ЦК КП УССР, имеет звание кандидата философских наук.
Являлся членом КПСС. До июля 1991 года занимал должность первого секретаря Раховского райкома КП УССР
В 1990 году в ходе первых альтернативных парламентских выборов в Украинской ССР был выдвинут кандидатом в народные депутаты, 4 марта 1990 года в первом туре был избран народным депутатом Верховного совета Украинской ССР XII созыва (в дальнейшем — Верховной рады Украины I созыва) от Раховского избирательного округа № 174 Закарпатской области, набрал 51,39 % голосов среди 3 кандидатов. В парламенте являлся членом комиссии по делам ветеранов, пенсионеров, инвалидов, репрессированных, малообеспеченных и воинов-интернационалистов. Депутатские полномочия истекли 10 мая 1994 года.
С 1992 года занимал должности заместителя Представителя Президента Украины в Тячевском районе Закарпатской области, начальником областного управления социального обеспечения.
На парламентских выборах 1994 года был кандидатом в народные депутаты Верховной рады Украины II созыва, в первом туре получил 8,92 % голосов и занял 3 место среди 16 претендентов, избран не был.
В последние годы проживал в родном селе Ольховцы. Умер 11 мая 2017 года в Тячеве.